# 座頭市海を渡る
『座頭市海を渡る』（ざとういちうみをわたる）は、1966年の日本映画。勝新太郎の代表作、座頭市シリーズの第14作。

## 概要
それまで関八州を中心として描かれていた座頭市シリーズだが、本作では本州を離れ、四国が舞台となる。敵役もそれまでのやくざ一家とは異なり、馬賊を相手に戦う趣きの異なる一作である。

## あらすじ
これまで斬ってしまった人々の菩提を弔うために、四国八十八箇所を回る旅に渡る座頭市。もうこれから人を斬るはめにならないよう、金比羅様に願掛け参りをするが、遍路の途中で馬に乗った栄五郎という男に襲われ、やむなく斬ってしまう。主を失った馬に従って行くと、たどり着いたのは栄五郎が住んでいた芹ヶ沢の集落だった。栄五郎の妹・お吉は、兄を殺されたと知り、一度は市に斬りかかるが、それをよけようともしない市に心を開くようになる。お吉の話では、栄五郎は借金30両のかたに、土地の馬喰である藤八から命じられて、その仲間・新造の弟を殺したという市を襲うよう仕向けられたということだった。山向こうのごろつきと呼ばれる藤八は暴力にまかせ、芹ヶ沢の支配権を手にしようと画策してもいた。それを知った市は、お吉の後見人となってこれを守ろうとするが、芹ヶ沢の名主・権兵衛は、市をうまく使って藤八一家と対決させようと目論んでいた。そんな折、いよいよ藤八一家が村を襲う日がやって来る。申し合わせた村人たちは扉の向こうに隠れてしまい、市はたった一人で藤八一家に立ち向かう。

## スタッフ
- 企画：久保寺生郎
- 原作：子母沢寛
- 脚本：新藤兼人
- 監督：池広一夫
- 撮影：武田千吉郎
- 美術：西岡善信
- 音楽：斎藤一郎
- 編集：谷口登志夫

## キャスト
- 座頭市：勝新太郎
- お吉：安田道代
- 栄五郎：井川比佐志
- 権兵衛：三島雅夫
- 藤八：山形勲
- 安造：東野孝彦
- 常念坊：五味龍太郎
- 新造：守田学
- カギ松：伊達三郎
- 五郎兵衛：杉山昌三九
- 与左衛門：原聖四郎
- トラ鮫：勝村淳
- 金右衛門：荒木忍
- 平太：堀北幸夫
- 暴力スリ：千波丈太郎
- よく喋る男：田中邦衛
- 旦那衆：沖時男、越川一、寺島雄作
- 和尚：東良之助
- 安造の母：小林加奈枝